# Bansat
Bansat é uma comuna francesa na região administrativa de Auvérnia-Ródano-Alpes, no departamento Puy-de-Dôme. Estende-se por uma área de 10,48 km². Em 2010 a comuna tinha 258 habitantes (densidade: 24,6 hab./km²).